# إسحق باشا
إسحق باشا (بالتركية الحديثة: İshak Paşa) ـ (توفي سنة 1497م) هو قائد عسكري وسياسي عثماني، وهو الصدر الأعظم الخامس عشر للسلطنة العثمانية، والخامس في عهد السلطان محمد الثاني، والأول في عهد السلطان بايزيد الثاني حيث أنه شغل المنصب لفترتين: الأولى من 1469م إلى 1472م، والثانية من 1481م إلى 1482م.

## حياته
في حوالي عام 1451م عُيّن "بايليرباي" (حاكم إقليم) في إيالة الأناضول، وفي العام نفسه دفعه السلطان محمد الثاني الذي صعد حديثا لتخت السلطنة على الزواج من خديجة حليمة خاتون أرملة أبيه السلطان مراد الثاني.
كانت ولايته الأولى في عهد السلطان محمد الثاني (الفاتح). المهمة الأولى التي أعطاه إياها هي إرساله إلى مدينة كارمان. لم يواجه إسحاق باشا مقاومة كبيرة في كارامان. وفي 1470 أحضر جزء من الكرامانيين من مدينة آق سراي الأناضولية للإستيطان في إسطنبول التي فقدت جزءًا من سكانها السابقين قبل فتح القسطنطينية عام 1453. يسمى الآن ربع المدينة التي استقر فيها المهاجرون بـ (آق سراي).
عُزل إسحق باشا من منصبه عام 1472م.
بعد وفاة السلطان محمد الفاتح عام 1481م، أيد اسحق باشا بايزيد الثاني لتولي منصب السلطان بينما أيد الصدر الأعظم في تلك الفترة محمد باشا الكرماني الأمير "جم سلطان". وحينما آلت أمور البلاد إلى السلطان بايزيد الثاني كافأه بأن عينه صدرا أعظماً، إلا أن السلطان سرعان ما بدأ بإجراء تغييرات في مقاليد الحكم للأشخاص اللذين قد يسببوا القلق ومن بينهم كان اسحق باشا حيث عزله من منصبه ثانية في عام 1482م.
قضى إسحق باشا بقية حياته في مدينة سالونيك وتوفي هناك في عام 1497م.